# Aposiopesis
Die Aposiopesis (von altgriechisch ἀποσιώπησις aposiṓpēsis, deutsch ‚das Verstummen‘; speziell bei den Rhetoren eine Figur, wenn man das erforderliche Wort nicht ausspricht) ist eine musikalisch-rhetorische  Figur. Sie bezeichnet das gezielte Einsetzen von Pausen an bestimmten Stellen innerhalb eines musikalischen Satzes, um Begriffe wie Tod, Verlust, Schweigen und Ewigkeit zu kennzeichnen.
Als musikalisch-rhetorische Figur wird die Aposiopesis erstmals bei Joachim Burmeister erwähnt. Er bezeichnet sie als „ein absolutes Schweigen aller Stimmen“. Auch bei anderen Theoretikern des 17. und 18. Jahrhunderts stellt das Schweigen ihr zentrales Charakteristikum dar. Die musikalische Umsetzung erfolgt durch das Verwenden von Pausen. Es kann sich dabei um Generalpausen, aber auch um gewöhnliche Pausen in einzelnen Stimmen handeln. Wie Johann Gottfried Walther ausführt, gibt es zwei Möglichkeiten, diese einzufügen: entweder nach einer abgeschlossenen Kadenz oder an einer anderen Stelle „[...] ohne aber dabei einen formalen Schluß oder Cadenz zu machen [...]“.
Die Aposiopesis ist trotz ihrer Nähe zur Abruptio nicht mit dieser zu verwechseln. Während der Ausdruckswert der Abruptio im Abbruch einer melodischen Linie liegt, bezeichnet die Aposiopesis, wie es Dietrich Bartel formuliert, „das darauf folgende Schweigen“. Später kommt es zu einer Differenzierung der Aposiopesis in zwei Unterbegriffe: Homoioptoton und Homoioteleuton.
Der Ursprung dieser musikalisch-rhetorischen Figur ist auf die klassische Rhetorik zurückzuführen, hier ist Aposiopesis oder Aposiopese definiert als das Weglassen eines wesentlichen Satzteils bzw. den bewussten Abbruch des Satzes zum Zweck der Aufmerksamkeitsgewinnung.